# Kabinett Sukselainen II
Das Kabinett Sukselainen II wurde in Finnland am 13. Januar 1959 durch Ministerpräsident Vieno Sukselainen vom Landbund gebildet und löste das Kabinett Fagerholm III ab. Es blieb bis zum 13. Juli 1961 im Amt und wurde dann durch das Kabinett Miettunen I abgelöst.

## Minister
Dem Kabinett gehörten folgende Minister an:
| Amt                                                             | Name                                             | Partei               | Beginn der Amtszeit                        | Ende der Amtszeit                        |
| --------------------------------------------------------------- | ------------------------------------------------ | -------------------- | ------------------------------------------ | ---------------------------------------- |
| Ministerpräsident                                               | Vieno Sukselainen                                | Landbund             | 13. Januar 1959                            | 13. Juli 1961                            |
| Vize-Ministerpräsident                                          | Eemil Luukka                                     | Landbund             | 19. Mai 1961                               | 13. Juli 1961                            |
| Außenminister                                                   | Ralf Törngren Vieno Sukselainen Ahti Karjalainen | Parteiloser Landbund | 13. Januar 1959 16. Mai 1961 19. Juni 1961 | 16. Mai 1961 19. Juni 1961 13. Juli 1961 |
| Stellvertretender Außenminister                                 | Ahti Karjalainen                                 | Landbund             | 13. Januar 1959                            | 19. Juni 1961                            |
| Justizminister                                                  | Antti Hannikainen Pauli Lehtosalo                | Parteiloser Landbund | 13. Januar 1959 14. April 1961             | 14. April 1961 13. Juli 1961             |
| Innenminister                                                   | Eino Palovesi Eemil Luukka                       | Landbund             | 13. Januar 1959 4. Februar 1960            | 4. Februar 1960 13. Juli 1961            |
| Verteidigungsminister                                           | Leo Häppölä                                      | Landbund             | 13. Januar 1959                            | 13. Juli 1961                            |
| Finanzminister                                                  | Wiljam Sarjala                                   | Landbund             | 13. Januar 1959                            | 13. Juli 1961                            |
| Stellvertretender Finanzminister                                | Pauli Lehtosalo J. E. Niemi                      | Landbund             | 13. Januar 1959 14. April 1961             | 14. April 1961 13. Juli 1961             |
| Bildungsminister                                                | Heikki Hosia                                     | Landbund             | 13. Januar 1959                            | 13. Juli 1961                            |
| Landwirtschaftsminister                                         | Einari Jaakkola                                  | Landbund             | 13. Januar 1959                            | 13. Juli 1961                            |
| Stellvertretender Landwirtschaftsminister                       | Toivo Antila                                     | Landbund             | 13. Januar 1959                            | 13. Juli 1961                            |
| Minister für Verkehr und öffentliche Arbeiten                   | Kauno Kleemola                                   | Landbund             | 13. Januar 1959                            | 13. Juli 1961                            |
| Stellvertretender Minister für Verkehr und öffentliche Arbeiten | Arvo Korsimo                                     | Landbund             | 13. Januar 1959                            | 13. Juli 1961                            |
| Minister für Handel und Industrie                               | Ahti Karjalainen Björn Westerlund                | Landbund Parteiloser | 13. Januar 1959 19. Juni 1961              | 19. Juni 1961 13. Juli 1961              |
| Sozialministerin                                                | Vieno Simonen                                    | Landbund             | 13. Januar 1959                            | 13. Juli 1961                            |
| Stellvertretender Sozialminister                                | Eeli Erkkilä                                     | Landbund             | 13. Januar 1959                            | 13. Juli 1961                            |